# (3810) Aoraki
(3810) Aoraki (1985 DX) – planetoida z pasa głównego asteroid okrążająca Słońce w ciągu 3,38 lat w średniej odległości 2,25 j.a. Odkryli ją Pamela M. Kilmartin i Alan Gilmore 20 lutego 1985 roku.